# فرانك بربور
فرانك بربور (بالإنجليزية: Frank Barbour)‏ هو لاعب كرة قدم أمريكية أمريكي، ولد في 3 أبريل 1870 في بانجور في الولايات المتحدة، وتوفي في 4 فبراير 1948.